# Педагогический университет Мияги
Педагогический университет им. Мияги (яп. 宮城教育大学 Мияги кё:ику дайгаку) — высшее учебное заведение в Японии. Расположен по адресу: префектура Мияги, город Сэндай, район Аоба, микрорайон Арамаки, квартал Аоба 149. В 1873 на этом месте была открыта школа, которой дали статус университета в 1965 году. Сокращенное название — Миякё-дай (яп. 宮教大 Миякё:дай). Аккредитован Министерством образования Японии. Сфера исследований охватывает дошкольное образование, культуру, педагогику и педагогическую психологию. Есть конкретные академические курсы по начальному, среднему образованию и образованию для лиц с ограниченными возможностями. Многие выпускники занимают должности директоров в школах по всей Японии.